# Смрдаки
Смрдаки (слч. Smrdáky) насељено је мјесто са административним статусом сеоске општине (слч. obec) у округу Сењица, у Трнавском крају, Словачка Република.

## Становништво
| Година:    | 1994. | 2004.   | 2014.    | 2024.    |
| ---------- | ----- | ------- | -------- | -------- |
| Број људи: | 640   | 603     | 695      | 559      |
| Разлика:   |       | -5,78 % | +15,25 % | -19,56 % |

| Година:    | 2023. | 2024.   |
| ---------- | ----- | ------- |
| Број људи: | 562   | 559     |
| Разлика:   |       | -0,53 % |

Према подацима о броју становника из 2024. године насеље је имало 559 становника.